# Tityobuthus griswoldi
Espèce
Tityobuthus griswoldi est une espèce de scorpions de la famille des Ananteridae.

## Distribution
Cette espèce est endémique de la région Vatovavy-Fitovinany à Madagascar. Elle se rencontre dans le parc national de Ranomafana.

## Description
Le tronc du mâle holotype mesure 2,6 mm.

## Systématique et taxinomie
Cette espèce a été décrite par Lourenço en 2000.

## Étymologie
Cette espèce est nommée en l'honneur de Charles Edward Griswold.

## Publication originale
- Lourenço, 2000 : « More about the Buthoidea of Madagascar, with special references to the genus Tityobuthus Pocock (Scorpiones, Buthidae). » Revue Suisse de Zoologie, vol. 107, no 4, p. 721-736 (texte intégral).